# Weldon Dalrymple-Champneys

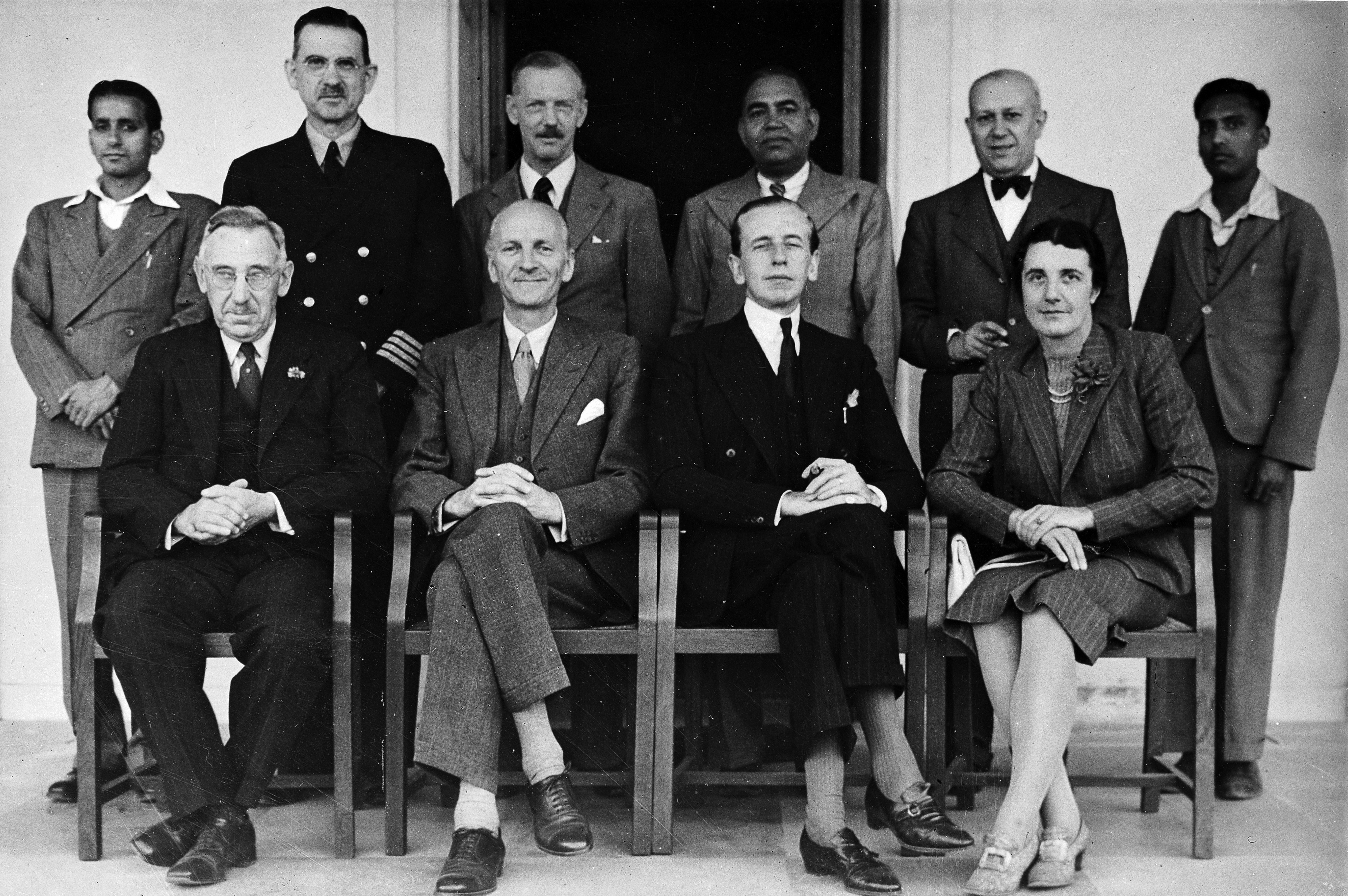
Stehend. Zweiter von links: Joseph W. Mountin, zweiter von rechts: Henry E. Sigerist. Sitzend. Von links nach rechts: John H. L. Cumpston, John A. Ryle, Weldon Dalrymple-Champneys und Janet Vaughan. --- Vor einer Klinik in Lahore 1944.

Weldon Dalrymple-Champneys, auch Sir Weldon Dalrymple, Champneys, 2nd Baronet, genannt (* 7. Mai 1892 in London; † 14. Dezember 1980 ebenda), war ein britischer Arzt im öffentlichen Gesundheitswesen.

## Leben und Wirken
Weldon Champneys war der einzige Sohn des Arztes Francis Champneys (Sir Francis Champneys, 1st Baronet) und seiner Frau Virginia Dalrymple (Tochter von Sir John Dalrymple, 7th Baronet). Weldon besuchte die «Gresham's School» und studierte Medizin am «Oriel College» in Oxford. Seine klinische Ausbildung erhielt er am «St Bartholomew’s Hospital Medical College». Während des Ersten Weltkriegs diente er als Kombattant bei den Grenadier Guards und wurde zum Captain befördert. Nach dem Krieg vervollständigte er seine klinische Ausbildung unter anderem im «Royal Brompton Hospital», im «London Chest Hospital» und im «Neasden Fever Hospital». 1922 erhielt er seinen medizinischen Bachelor (MB BCH), 1929 seinen medizinischen Doktorgrad (MD). 1924 fügte er dem Namen seines Vaters den seiner Mutter hinzu und nannte sich Weldon Dalrymple Champneys. Ebenfalls 1924 heiratete er Anne Spencer Pratt. Das Paar hatte keine Kinder. Anne starb 1968. Weldon heiratete 1974 Norma Hull Lewis (1902–1997). Auch diese Ehe blieb kinderlos, sodass der Adelstitel nach Weldons Tod verfiel.
Von 1940 bis zur Pensionierung 1956 war Weldon «Deputy Chief Medical Officer of Health» im Britischen Gesundheitsministerium («Department of Health and Social Care»).
Im Herbst 1944 wurde er von der Indischen Kolonialregierung eingeladen, in einer Gruppe von ausländischen Ärzten das Land zu bereisen und die Strukturen des dortigen Gesundheitswesens zu analysieren. Diese Analyse diente dem Indischen «Bhore Committee», das 1943 durch Sir Joseph William Bhore (1878–1960) gegründet wurde, als Argumentationshilfe für einen 1946 abgeschlossenen Report mit Empfehlungen zum Aufbau eines strukturierten Gesundheitssystems in Indien.

## Werke
- Memorandum on the accommodation for the sick provides at certain public schools for boys in England. London 1928
- Undulant fever, with special reference to animal sources of infection and the possibility of its prevalence in England and Wales. H. M. Stationery Off., London 1929 (Digitalisat)
- Report on the supervision of milk pasteurising plants. (Reports on public health and medical subjects 77) London 1935
- Sterilized surgical catgut. In: Proceedings of the Royal Society of Medicine, Band 29 (1936) S. 465–480
- L'incidence de la tuberculose humaine d'origine bovine en Grande-Bretagne. Office international d'hygiène publique, Paris 1937
- An examination of the place of the doctor in the state from ancient times to the present day, together with certain speculations regarding the future. John Bale & Staples, London 1944
- La tuberculose en Angleterre et dans le Pays de Galles pendant la dernière guerre = Tuberculosis in England and Wales during the late war. Office international d'hygiène publique, Paris 1946
- The medical student through the ages. In. Journal of the Royal Society of Medicine. 1. Oktober 1955, S. 789–798
- Brucella infection and undulant fever in man. Oxford University Press, Oxford 1960
- The Chevalier de l’Étang and his descendants. Oxford University Press, Oxford 1972